# Silvan Zürcher

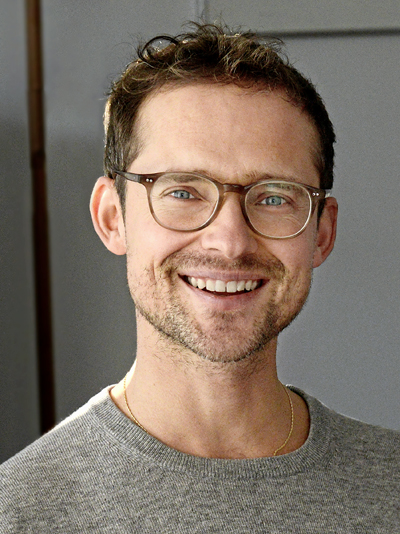
Silvan Zürcher (2020)

Silvan Zürcher (* 20. Juni 1982 in Aarberg) ist ein Schweizer Filmproduzent, Filmregisseur und Drehbuchautor.

## Leben
Silvan Zürcher (* 1982) studiert von 2002 bis 2008 Philosophie, Filmwissenschaft und Germanistik an den Universitäten Bern und Zürich. Nebenbei arbeitet er als Filmvorführer in einem Programmkino in Bern. Von 2009 bis 2014 studiert er Filmproduktion an der Deutschen Film- und Fernsehakademie Berlin (DFFB). Während des Studiums produziert er kurze und mittellange Filme. Daneben arbeitet er als Regieassistent und entwickelt eigene Stoffe für Spielfilme. Sein Studium der Filmproduktion schloss er mit seinem ersten Langspielfilm Das merkwürdige Kätzchen ab. Der Film feiert 2013 seine Weltpremiere im Forum der Berlinale und wird fortan auf zahlreichen internationalen Filmfestivals gezeigt (u. a. Toronto, Cannes, Viennale, New Directors/New Films) und vielfach prämiert (u. a. New Talent Grand PIX Award beim CPH:PIX, Spezialpreis der Jury für das Beste Debüt beim IFF Minsk, SIYAD-Preis der Filmkritik beim IFF Antalya, Preis der „Standard“-Publikumsjury der Viennale). 2014 wird der Film in drei Kategorien für den Preis der deutschen Filmkritik nominiert (Bestes Debüt, Beste Kamera, Bester Schnitt). 2017 gründet er gemeinsam mit seinem Zwillingsbruder Ramon Zürcher die Produktionsfirma Zürcher Film. 2021 folgt mit Das Mädchen und die Spinne der zweite Langspielfilm, der seine Weltpremiere im internationalen Wettbewerb „Encounters“ der Berlinale feiert und mit dem Preis für die Beste Regie und dem FIPRESCI-Preis ausgezeichnet wird.
Im Jahr 2022 ist Zürcher Mitglied der Jury der Sektion Encounters der Internationalen Filmfestspiele Berlin. Im Mai 2024 wurde er Mitglied der European Film Academy.

## Filmografie

### Regie und Drehbuch
- 2010: Zombie (Kurzfilm, Regie, Drehbuch und Schnitt)
- 2021: Das Mädchen und die Spinne (Ko-Regie und Ko-Drehbuchautor)

### Produktion
- 2010: Zombie (Kurzfilm, auch Regie, Drehbuch, Schnitt)
- 2011: Portrait (Kurzfilm, Regie: Cyril Schäublin)
- 2013: Porzellan (Kurzfilm, Regie: Katinka Narjes)
- 2013: Teufel (Kurzfilm, Regie: Lisa Bierwirth)
- 2013: Das merkwürdige Kätzchen (Regie: Ramon Zürcher)
- 2021: Das Mädchen und die Spinne (auch Ko-Regie & Ko-Autor)
- 2024: Der Spatz im Kamin

## Auszeichnungen
- 2021: Preis für die Beste Regie und FIPRESCI-Preis der Filmkritik (Berlinale, internationaler Wettbewerb „Encounters“) für Das Mädchen und die Spinne